# Inskoy
Inskoy é um vilarejo do tipo urbano situado no distrito de Belovo. Parte do região Kemerovo, Rússia.  
Em 2017 no vilarejo moravam 12 099 pessoas. Área de Inskoy é 1761 hectares.  

## História
Em 12 do Janeiro em 1954 o diretor de "Glavvostokenergo" e o Minesterio das usinas elétricas e indústria elétrica declaram o decisão #PR-15 sobre o lugar para construir uma usina termoelétrica nova no Kuzbass. Na primavera e ano 1956 a construção de vilarejo era começada juntas com construção da usina. Primeira parte dos trabalhadores chegados era 300 pessoas; segunda, 500 
Em 28 de agosto de 1963, o primeiro sessão de Conselho do vilarejo Inskoy aconteceu. O Conselho do vilarejo incluiu 70 deputados: trabalhadores melhores, representantes de organizações públicas, pessoas intelectuais. Este dia é considerado como dia de fundação de Inskoy.  

## Repartições públicas
- "Piscicultura do Belovo", "Agrocomplexo"
- Escola #16, escola #12
- Hospital urbano #4, O centro de saúde, O hosptal central de distrito
- Corpo de bombeiros

- Historia do vilarejo do tipo urbano Inskoy
- http://www.inskoi.belovonet.ru/inskoi/index.aspx

## Fatos interessantes
1) Inskoy foi descrito no romance "A respiração gelada de ouro" de Júri Roshchin. O livro foi publicada em maio de 2017 por editora "Podvig (Façanha)" 
2) Em Inskoy nasceu uma cantora popular soviética e russa Macha Rasputina (nome original - Alla Agueeva)